# Pyrausta nullalis
Pyrausta nullalis là một loài bướm đêm trong họ Crambidae.